# Nonhyeon-dong, Seoul
Nonhyeon-dong (koreanska: 논현동) är en stadsdel i stadsdistriktet Gangnam-gu i Sydkoreas huvudstad Seoul.  

## Indelning
Administrativt är Nonhyeon-dong indelat i:
| Namn    | Namn                | Yta km² | Invånare 31 dec 2020 |
| ------- | ------------------- | ------- | -------------------- |
| 논현1동 | Nonhyeon 1(il)-dong | 1,25    | 23 734               |
| 논현2동 | Nonhyeon 2(i)-dong  | 1,47    | 21 997               |